# Osage City (Kansas)
Osage City es una ciudad ubicada en el condado de Osage en el estado estadounidense de Kansas. En el año 2010 tenía una población de 75 habitantes y una densidad poblacional de 327 personas por km².

## Geografía
Osage City se encuentra ubicada en las coordenadas 38°38′3″N 95°49′36″O / 38.63417, -95.82667 (38.634069, -95.826759).

## Demografía
Según la Oficina del Censo en 2000 los ingresos medios por hogar en la localidad eran de $31,979 y los ingresos medios por familia eran $39,362. Los hombres tenían unos ingresos medios de $27,353 frente a los $21,514 para las mujeres. La renta per cápita para la localidad era de $17,227. Alrededor del 8.8% de la población estaban por debajo del umbral de pobreza.